# Setlist.fm
Setlist.fm – portal internetowy gromadzący i publikujący setlisty wykonawców muzycznych.
Celem setlist.fm jest gromadzenie i publikacja setlist artystów muzycznych. Działa na mechanizmie podobnym do Wikipedii.
Portal został założony w 2008 w ramach grupy Molindo.at z Dornbirn w Austrii. W 2012 portal został zakupiony przez Live Nation Entertainment. Korzystało z niego wówczas 1,5 mln użytkowników miesięcznie. Według stanu na listopad 2023 na setlist.fm zgromadzonych jest ok. 7,5 mln setlist ok. 340 000 artystów.